# Giovine Italia
La Giovine Italia o Giovane Italia fu un'associazione politica insurrezionale fondata a Marsiglia nel luglio 1831 da Giuseppe Mazzini, il cui programma veniva pubblicato su un periodico al quale fu dato lo stesso nome. L'obiettivo di questa organizzazione era quello di trasformare l'Italia in una repubblica democratica unitaria, secondo i principi di libertà, indipendenza e unità, destituendo i governi dei precedenti stati preunitari. La Giovine Italia costituì uno dei momenti fondamentali nell'ambito del Risorgimento italiano. Negli anni 1833 e 1834, durante il periodo dei processi in Piemonte e il fallimento della spedizione di Savoia, l'associazione scomparve per quattro anni, ricomparendo solo nel 1838 in Inghilterra.
La Giovine Italia entrò, in seguito, a far parte di un'altra associazione politica mazziniana, ovvero la Giovine Europa, assieme ad altre associazioni simili come la Giovine Germania, la Giovine Polonia, la Giovine Svizzera e la Giovine Francia.
Il 5 maggio 1848, l'associazione fu definitivamente sciolta da Mazzini che fondò, al suo posto, l'Associazione Nazionale Italiana e successivamente il Partito d'Azione, da cui originarono i nuclei del Partito Radicale Storico e del Partito Repubblicano Italiano.

## Storia

### Le origini
Nel 1831 Mazzini si trovava a Marsiglia in esilio dopo l'arresto e il processo subìto l'anno prima in Piemonte a causa della sua affiliazione alla Carboneria. Non potendosi provare la sua colpevolezza infatti la polizia lo costrinse a scegliere tra il confino in un paesino del Piemonte e l'esilio. Mazzini preferì affrontare l'esilio e nel febbraio del 1831 passò in Svizzera, da qui a Lione e infine a Marsiglia. Qui entrò in contatto con i gruppi di Filippo Buonarroti e col movimento sainsimoniano allora diffuso in Francia.
Con questi si avviò un'analisi del fallimento dei moti nei ducati e in Romagna nel 1831.

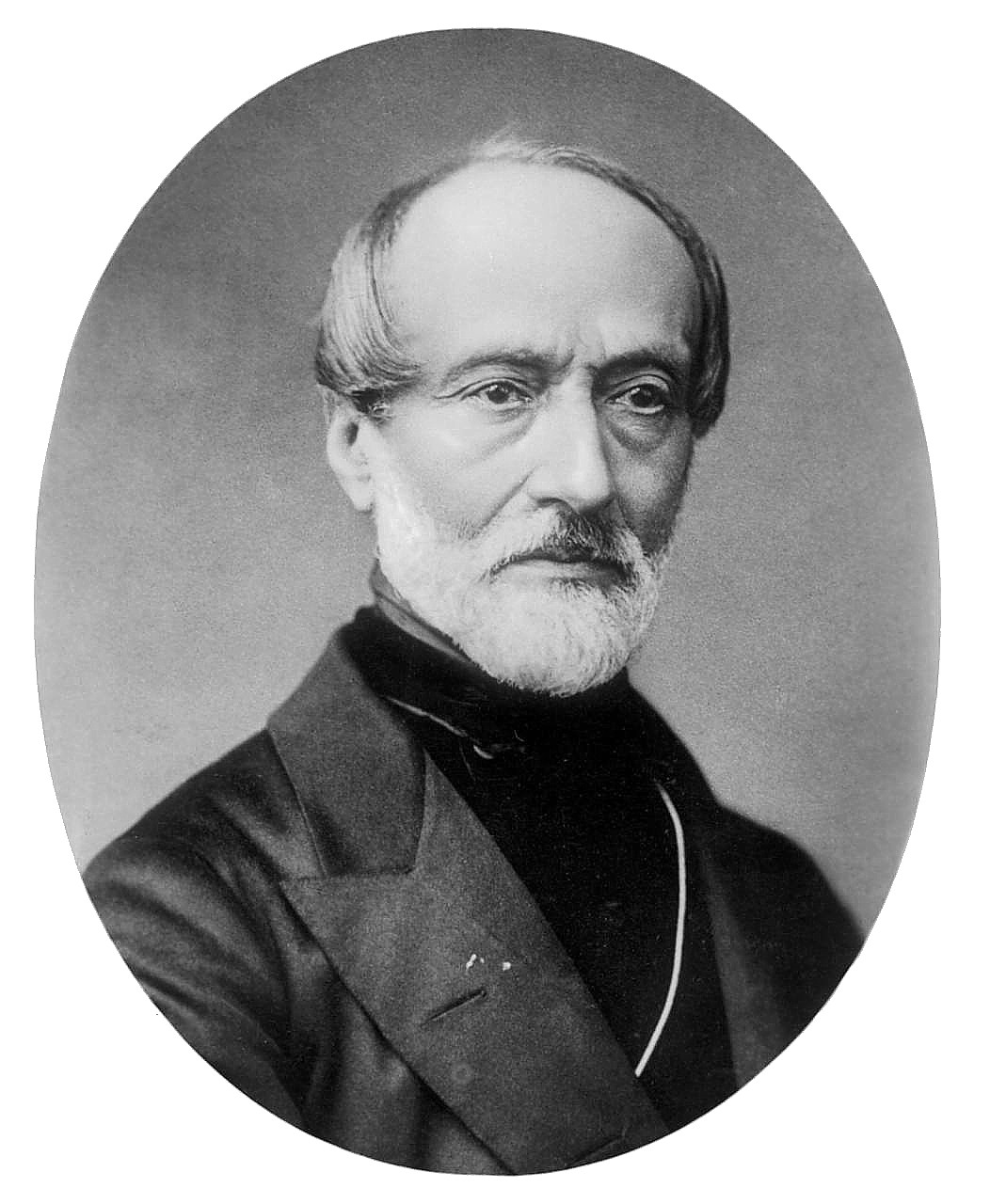
Giuseppe Mazzini.

Si concordò sul fatto che le sette carbonare avevano fallito innanzitutto per la contraddittorietà dei loro programmi e per l'eterogeneità delle classi che ne facevano parte. Non si era riusciti poi a mettere in atto un collegamento più ampio delle insurrezioni per le ristrettezze provinciali dei progetti politici, com'era accaduto nei moti di Torino del 1821 quand'era fallito ogni tentativo di collegamento con i fratelli lombardi. Infine bisognava desistere, come nel 1821, dal ricercare l'appoggio dei principi e, come nei moti del 1830-1831 l'aiuto dei francesi.

### Il fallimento del moto in Savoia (1833)
Entusiastiche adesioni al programma della Giovane Italia si ebbero soprattutto tra i giovani in Liguria, in Piemonte, in Emilia e in Toscana che si misero subito alla prova organizzando negli anni 1833-1834 una serie di insurrezioni che si conclusero tutte con arresti, carcere e condanne a morte.
Nel 1833 organizzò il suo primo tentativo insurrezionale che aveva come focolai rivoluzionari Chambéry, Torino, Alessandria e Genova dove contava vaste adesioni nell'ambiente militare. Ma prima ancora che l'insurrezione iniziasse la polizia sabauda a causa di una rissa avvenuta fra i soldati in Savoia, scoprì e arrestò molti dei congiurati, che furono duramente perseguiti poiché appartenenti a quell'esercito sulla cui fedeltà Carlo Alberto aveva fondato la sicurezza del suo potere. Fra i condannati figuravano i fratelli Giovanni e Jacopo Ruffini, amico personale di Mazzini e capo della Giovine Italia di Genova, l'avvocato Andrea Vochieri e l'abate torinese Vincenzo Gioberti. Tutti subirono un processo dal tribunale militare (tra i giudicanti figura il generale Giuseppe Maria Gabriele Galateri di Genola noto per il suo rigore), e dodici furono condannati a morte, fra questi anche il Vochieri, mentre Jacopo Ruffini pur di non tradire si uccise in carcere mentre altri riuscirono a salvarsi con la fuga.

### Il tentativo d'invasione della Savoia e il moto di Genova (1834)
Il fallimento del primo moto non fermò Mazzini, convinto che era il momento opportuno e che il popolo lo avrebbe seguito. Si trovava a Ginevra, quando assieme ad altri italiani e alcuni polacchi, organizzava un'azione militare contro lo stato dei Savoia. A capo della rivolta aveva messo il Generale Gerolamo Ramorino, che aveva già preso parte ai moti del 1821, questa scelta però si rivelò un fallimento, perché il Ramorino si era giocato i soldi raccolti per l'insurrezione e di conseguenza rimandava continuamente la spedizione, tanto che quando il 2 febbraio 1834, si decise a passare con le sue truppe il confine con la Savoia, la polizia ormai allertata da tempo, disperse i volontari con molta facilità.
Nello stesso tempo doveva scoppiare una rivolta a Genova, sotto la guida di Giuseppe Garibaldi, che si era arruolato nella marina da guerra sarda per svolgere propaganda rivoluzionaria tra gli equipaggi. Quando giunse sul luogo dove avrebbe dovuto iniziare l'insurrezione però, non trovò nessuno, e così rimasto solo, dovette fuggire. Fece appena in tempo a salvarsi dalla condanna a morte emanata contro di lui, salendo su una nave in partenza per l'America del Sud dove continuerà a combattere per la libertà dei popoli.
Mazzini, invece, poiché aveva personalmente preso parte alla spedizione con Ramorino, fu espulso dalla Svizzera e dovette cercare rifugio in Inghilterra. Lì continuò la propria azione politica attraverso discorsi pubblici, lettere e scritti su giornali e riviste, aiutando a distanza, gli italiani, a mantenere il desiderio di unità e indipendenza. Anche se l'insuccesso dei moti fu assoluto, dopo questi eventi, la linea politica di Carlo Alberto mutò, temendo che reazioni eccessive potessero diventare pericolose per la monarchia.

### La trasformazione in Giovine Europa e lo scioglimento
La Giovine Italia entrò in seguito a far parte di un'altra associazione politica mazziniana, ovvero la Giovine Europa (1834-1836), assieme ad altre associazioni simili come la Giovine Germania, la Giovine Polonia e la Giovine Francia. La Giovine Italia ricomparve solo nel 1838 in Inghilterra e nel 1841 Eleuterio Felice Foresti costituisce a New York la Congrega Centrale della Giovine Italia per l'America del Nord.
Il 5 maggio 1848, l'associazione fu definitivamente sciolta da Mazzini che fondò, al suo posto, l'Associazione Nazionale Italiana.

## Caduti famosi
Nel 1844 alcuni membri della Giovine Italia decisero di far coniare una medaglia di bronzo in ricordo dei primi martiri mazziniani. La medaglia del diametro di 66,5 mm porta al verso una corona d'alloro e palma al cui interno compare la scritta:
Al recto invece compaiono i nomi dei ventiquattro martiri della società, divisi per anno:
1833
- Jacopo Ruffini
- Andrea Vochieri
- Armando Costa
- Giovanni Marini
- Giuseppe Biglia
- Francesco Miglio
- Efisio Tola
- Antonio Gavotti
- Domenico Ferrari
- Giuseppe Rigazzi
- Giuseppe Menardi
- Giuseppe Tamburelli
- Alessandro de Gubernatis

1834
- Angelo Volonteri

1844
- Attilio Bandiera
- Emilio Bandiera
- Anacarsi Nardi
- Domenico Moro
- Giovanni Venerucci
- Giacomo Rocca
- Francesco Berti
- Domenico Lupatelli
- Giuseppe Miller

## Altre associazioni
Il nome del movimento mazziniano è stato richiamato da associazioni di differente collocazione politica dell'Italia contemporanea:
- Giovine Italia, testata online del Movimento '48.
- Giovane Italia, associazione studentesca giovanile di destra fondata nel 1954 e vicina alle posizioni del Movimento Sociale Italiano.
- Giovane Italia, associazione politica di ispirazione social-democratica fondata da Stefania Craxi nel 2004.
- Giovane Italia, movimento giovanile del Popolo della Libertà, nato dall'unione di Azione Giovani e Forza Italia Giovani, a loro volta movimenti giovanili rispettivamente di Alleanza Nazionale e Forza Italia